# Caciques de Humacao
I Caciques de Humacao sono stati una società cestistica avente sede a Humacao, a Porto Rico. Fondati nel 2005 come Grises de Humacao, giocano nel campionato portoricano. Hanno assunto la denominazione Caciques de Humacao nel 2010 fino al 2017, ritornando poi nel 2021 all'originale.
Disputavano le partite interne allo Humacao Coliseum.